# Quello che ci resta
Quello che ci resta è un album del cantautore italiano Mimmo Locasciulli, pubblicato dall'etichetta discografica RCA nel 1977.

## Descrizione
L'album è prodotto da Alfonso Bettini e Marco Luberti. I brani sono interamente composti dall'interprete, mentre gli arrangiamenti sono curati da Andrea Carpi e Fabrizio Cecca.
Pubblicato su CD negli anni '90 con l'aggiunta della 4 canzoni del Qdisc Quattro canzoni di Mimmo Locasciulli.

## Tracce
LP (RCA Italiana, PL 31316)

### Lato A
1. Quello che ci resta – 3:34
2. Dove va la stagione – 4:10
3. Al fiume – 3:15
4. Canzone per Nadia – 3:59

Durata totale: 14:58

### Lato B
1. Alone – 3:42
2. Canzone a mio nonno – 6:35
3. Il rosso del mattino – 3:26
4. La mia gente se ne va – 2:39

Durata totale: 16:22

### Formazione
- Mimmo Locasciulli - voce, chitarra, tamburello
- Andrea Carpi - chitarra
- Roberto Gatto - batteria
- Dante Gaudiomonte - fisarmonica
- Stefano Ciacci - Mandolino
- Fabrizio Cecca - contrabbasso
- Enrico Pieranunzi - pianoforte